# رسلمانیا ۲۹
رسلمانیا ۲۹ (به انگلیسی: Wrestlemania XXIX) بیست و نهمین رسلمانیای سالانهٔ غیررایگان (Pay-Per-View) در کشتی حرفه‌ای است که توسط کمپانی دبلیو دبلیو ای تهیه می‌شود و این دوره‌اش در ۷ آوریل ۲۰۱۳ در ورزشگاه متلایف شهر رادرفورد شرقی نیوجرسی برگزار شد.۹ مسابقه کشتی کچ این دوره در قسمت پری-شو این رویداد نمایش داده شد٬ که اعتراض بسیاری از بینندگان را به همراه داشت.
| شماره         | مسابقه                                                                                                 | نوع مسابقه و شرح عنوان                                                              | زمان  |
| ------------- | --- | ----------------------------------------------------------------------------------- | ----- |
| مسابقهٔ آغازین | د میز (برنده) در مقابل وید بَرِت (قهرمان)                                                                | مسابقهٔ تک‌به‌تک بر سرِ کمربند قهرمانی بین‌قاره‌ای                                        | ۰۴:۰۶ |
| ۱             | گروه شیلد (رومن رینز، سث رالینز و دین امبروز) (برنده) در مقابل شیمس، رندی اورتون و بیگ شو              | مسابقهٔ تگ تیم ۳ به ۳                                                                | ۱۰:۳۵ |
| ۲             | مارک هنری (برنده) در مقابل رایبَک                                                                       | مسابقهٔ تک‌به‌تک                                                                       | ۰۸:۰۲ |
| ۳             | تیم هل نو (کِین و دنیل براین) (قهرمان) (برنده) در مقابل دولف زیگلر و بیگ ای لنگستون (همراه با ای جی لی) | مسابقهٔ تگ تیم بر سرِ کمربندهای تگ تیم                                                | ۰۶:۱۶ |
| ۴             | فاندانگو (برنده) در مقابل کریس جریکو                                                                   | مسابقهٔ تک‌به‌تک                                                                       | ۰۹:۱۷ |
| ۵             | آلبرتو دل ریو (همراه با ریکاردو رودریگز) (قهرمان) (برنده) در مقابل جک سوئگر (همراه با زب کولتر)        | مسابقهٔ تک‌به‌تک بر سرِ کمربند قهرمانی سنگین‌وزن                                         | ۱۰:۲۸ |
| ۶             | آندرتِیکر (برنده) در مقابل سی ام پانک (همراه با پول هیمن)                                               | مسابقهٔ تک‌به‌تک                                                                       | ۲۳:۰۷ |
| ۷             | تریپل اچ (همراه با شان مایکلز) (برنده) در مقابل براک لزنر (همراه با پول هیمن)                          | مسابقهٔ تک‌به‌تک بدون رد صلاحیت (DQ) که اگر تریپل اچ ببازد، از کمپانی WWE اخراج می‌شود. | ۲۳:۵۸ |
| ۸             | جان سینا (برنده) در مقابل د راک (قهرمان)                                                               | مسابقهٔ تک‌به‌تک بر سرِ کمربند WWE                                                      | ۲۴:۳۲ |

## موضوعات مرتبط
نوار شکست‌ناپذیری آندرتیکر در رسلمانیا